# Stary Młyn (powiat chojnicki)
Stary Młyn – osada w Polsce  położona w województwie pomorskim, w powiecie chojnickim, w gminie Chojnice. 
Osada na obszarze Zaborskiego Parku Krajobrazowego, w pobliżu wschodniego brzegu jeziora Charzykowskiego, wchodzi w skład sołectwa Funka, Połączenie z centrum Chojnic umożliwiają autobusy komunikacji miejskiej (linia nr 1).
W latach 1975–1998 miejscowość administracyjnie należała do województwa bydgoskiego